# لا أحد (فلم 2021)
لا أحد (بالإنجليزية: Nobody)؛ هو فيلم إثارة أمريكي من إخراج إيليا نيشولر وتأليف ديريك كولستاد، تم عرضه في 26 مارس 2021.

## القصة
يمد رجل من أحد المارة يد العون والمساعدة لامرأة تتعرض للضرب والتحرش من قبل مجموعة من الرجال، وحينما ينجح في مساعدتها سرعان ما يكتشف أنه أصبح هدفًا لواحد من أشرس زعماء المخدرات.

## الممثلون[8][9]
- بوب أودينكيرك في دور هاتش مانسل
- كوني نيلسن في دور بيكا مانسيل
- روبرت فيتزجيرالد ديغز في دور كأخ هاتش
- ألكيسي سيريبرياكوف في دور الشرير الرئيسي
- كريستوفر لويد في دور والد هاتش
- سبر مونرو في دور بليك مانسيل
- بيزلي كادوراث في دور سامي مانسيل

## الاستقبال
شباك التذاكر:
اعتبارا من 28 مارس 2021 حقق الفيلم 6.7 مليون دولار في الولايات المتحدة وكندا، و 5 ملايين دولار في المناطق الأخرى، إجمالي الإيرادات عالميا قدرت بي 11.7 مليون دولار.
اعتبارًا من 8 يوليو 2021، قد حقق 27.3 مليون دولار في الولايات المتحدة وكندا، و 29.4 مليون دولار في أقاليم أخرى، بإجمالي 56.7 مليون دولار عالمياً.

## الإنتاج

### صناعة
في يناير 2018 أُعلن أن بوب أودينكيرك قد انضم إلى طاقم الفيلم، مع إخراج إيليا نيشولر وتأليف ديريك كولستاد. سيعمل أودنكيرك أيضًا كمنتج للفيلم بجانب ديفيد ليتش، سيعمل كولستاد كمنتج تنفيذي، جنبًا إلى جنب مع مارك س. فيشر. كان فيلم من توزيع شركة إس تي إكس إنترتينمنت. في أبريل 2019 حصلت يونيفرسال بيكشرز على حقوق توزيع الفيلم من شركة إس تي إكس إنترتينمنت. في أكتوبر 2019 انضم كل من كوني نيلسن وكريستوفر لويد إلى طاقم الفيلم.
تكلفة إنتاج الفيلم كانت حوالي $16 مليون دولار أمريكي.

### التصوير
بدأ التصوير الرئيسي في لوس أنجلوس في سبتمبر 2019. في أكتوبر 2019 أستؤنف الإنتاج في وينيبيغ، كندا، استمر التصوير لمدة 34 يومًا.

## الإصدار
كان من المقرر في الأصل إصداره في 14 أغسطس 2020 بواسطة Universal Pictures ، تمت إعادة جدولة الإصدار العام للفيلم إلى 26 فبراير 2021، بسبب جائحة COVID-19.
في 21 يناير 2021 تم تأجيل الفيلم إلى 2 أبريل 2021. ولكن في نهاية تم تقديمه اسبوعا ليعرض في 26 مارس 2021.

## وصلات خارجية
مقالات تستعمل روابط فنية بلا صلة مع ويكي بيانات